# Bandeira de Lucas do Rio Verde
A bandeira de Lucas do Rio Verde é um dos símbolos oficiais do município brasileiro supracitado, localizado no interior do estado de Mato Grosso.

## História
Foi criada por José Sales Luna de Souza e foi instituída pela Lei nº. 81 de 1990.

## Características
Seu desenho consiste em um retângulo verde em cujo centro está o mapa de Mato Grosso na cor branca, contornado de azul. No centro do mapa há um círculo dividido horizontalmente em duas partes de igual tamanho, no campo superior há um sol nascente levemente deslocado para a direita, o campo inferior é verde com dois traços verticais ondulados formando um rio, também na cor verde. Em volta do círculo há dois ramos e, acima deste a inscrição "LUCAS DO RIO VERDE" escrito em caixa alta com letras pretas e não serifadas. Abaixo do círculo há um listel amarelo com a inscrição "FUNDADO EM 05/08/1982" escrito em caixa alta com letras pretas e não serifadas.

## Simbolismo
A cor branca do mapa simboliza a paz, o sol que representa a localização do município em relação ao Estado de Mato Grosso, o rio representa o Rio Verde, e, por último,as folhas verdes significam a agricultura.